# Ik wil ook een lief
Ik wil ook een lief is een documentairereeks op de Vlaamse televisiezender VIER. In elke aflevering worden 3 mensen gevolgd die met een beperking moeten leven. We volgen hun zoektocht naar een lief.

## Aflevering 1
- Uitzenddatum: 17 september 2013
- Kijkcijfers: 211.615
- Thomas (25), Syndroom van Morquio
- Frank (31), Ataxie van Friedreich
- Evelien (23), Syndroom van Klippel-Trenaunay-Weber

## Aflevering 2
- Uitzenddatum: 24 september 2013
- Kijkcijfers: 252.813
- Hannah (20), Syndroom van Down
- Maxime (20), motorische beperking
- Yasmine (36), Autisme

## Aflevering 3
- Uitzenddatum: 1 oktober 2013
- Kijkcijfers: 273.937
- Frederik (31), Stotteren
- Lizy (32), motorische beperking
- Joel (25), Autisme

## Aflevering 4
- Uitzenddatum: 8 oktober 2013
- Kijkcijfers: 239.647
- Thomas (37), Syndroom van Down
- Liesbeth (30), Verlammingsverschijnselen
- Davy (39), Scoliose, Syndroom van Klippel-Feil

## Aflevering 5
- Uitzenddatum: 15 oktober 2013
- Kijkcijfers:
- Dries (22), syndroom van Asperger
- Elien (22), het Syndroom van Down
- Michael (26), spastische diplegie

## Aflevering 6
- Uitzenddatum: 22 oktober 2013
- Kijkcijfers:
- Vicky (26), mentale beperking door zuurstoftekort
- Glenn (21), Autisme
- Sofie (39), open rug en verlamd aan de benen